# Let You Be Right
Let You Be Right (стилизовано: LET YOU BE RIGHT) песма је коју је снимила америчка кантауторка Меган Трејнор. Написали су је: Трејнор, Џејкоб Кашер Хајндлин и Ендру Велс, који је био и продуцент. Песма је била најављена 8. маја 2018. године, уз званичну илустрацију дан касније. Епик рекордс (енгл. Epic Records) ју је објавио 10. маја 2018. године, дан пре Can’t Dance. Обе песме су биле предвиђене да буду део Трејнориног трећег студијског албума значајне издавачке куће, Treat Myself (2020), али на крају нису уврштене. Песма је у ретро стилу средњег темпа с елементима диско музике. Текст говори о томе како Меган покушава да постигне компромис са завађеним љубавником.